# Escuela de Cristo (Sevilla)

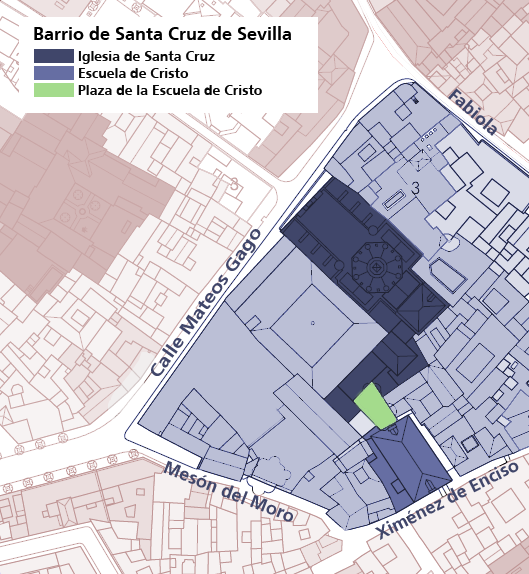
Localización del Oratorio de la Escuela de Cristo de Sevilla.

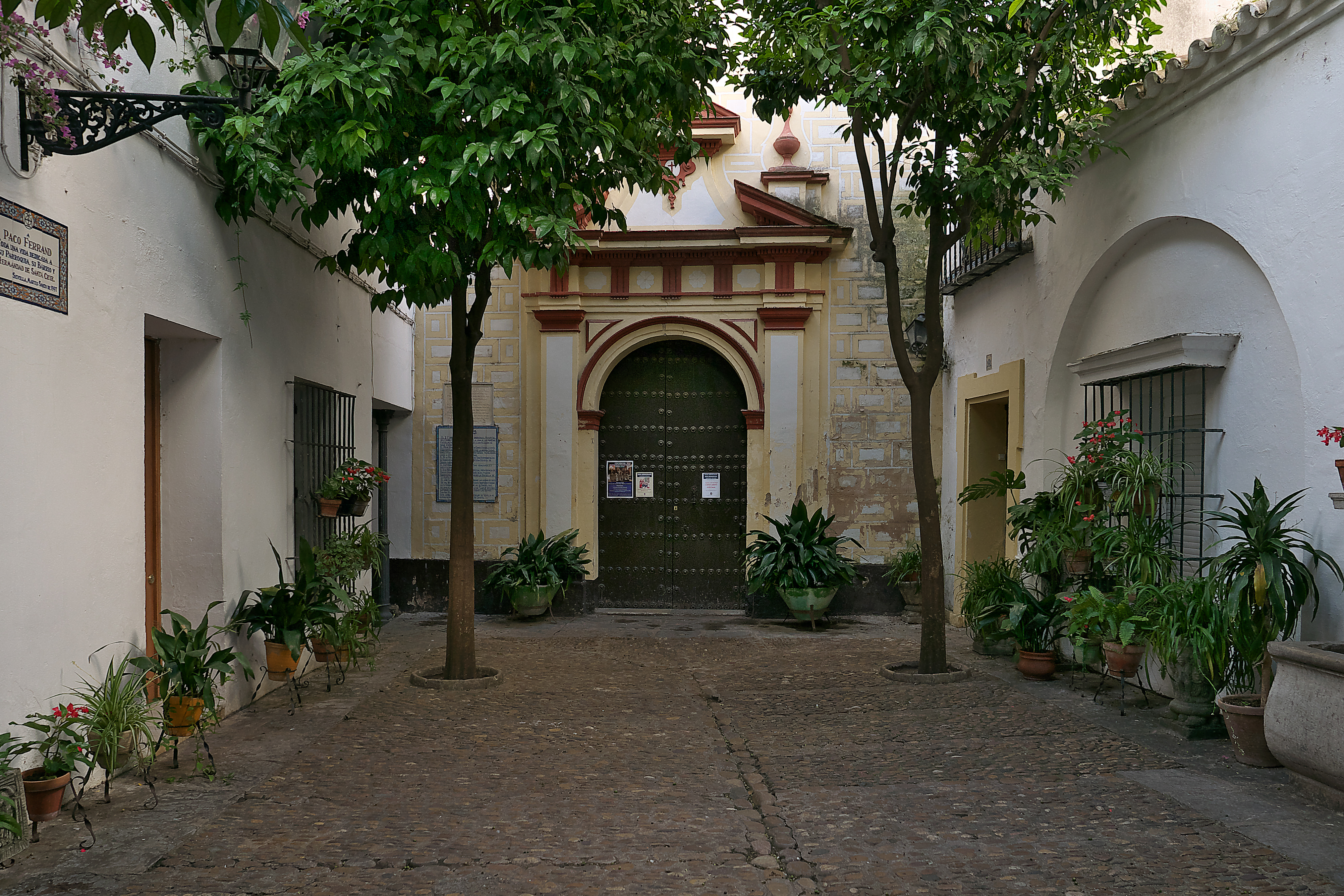
Fachada del oratorio.

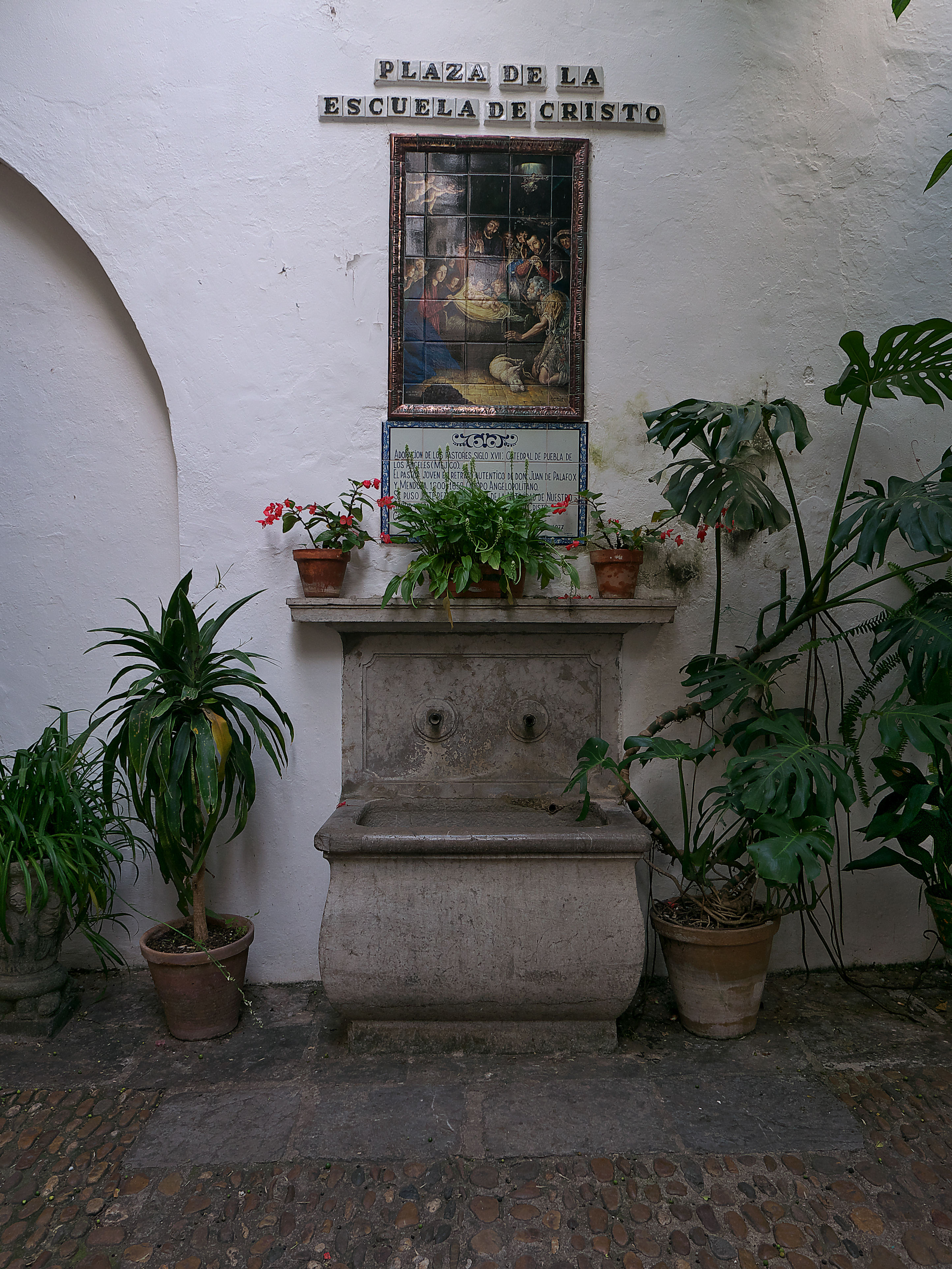
Azulejo de la Adoración de los pastores.

La Escuela de Cristo de la Natividad es una institución fundada en Sevilla (Andalucía, España) en 1793. Tras su declive a finales del XIX, fue reorganizada en 1925. 
Su oratorio se encuentra en la plaza de la Escuela de Cristo, al final de la Calle Carlos Alonso Chaparro, en el barrio Santa Cruz. Está detrás de la Iglesia Parroquial de Santa Cruz.

## Historia
La Escuela de Cristo es una institución fundada en Madrid en 1653. Posteriormente, se fundaron otras en localidades de España y América. Tuvo su máxima extensión en el siglo XVIII. Esta institución decayó en el siglo XIX y a comienzos del XX.
Sevilla llegó a tener tres. En 1662 se creó una en el Hospital del Espíritu Santo (en la calle Colcheros, actual calle Tetuán). Esta se extinguió en el Convento de Nuestra Señora de la Paz.
En su oratorio del Hospital del Espíritu Santo se encontraba un Crucificado, que tuvo esta escuela desde 1669. En 1936, la Iglesia de San Bernardo perdió sus imágenes en un incendio provocado por grupos anticlericales. Por ello, se le cedió a la Hermandad de San Bernardo este Crucificado, que es el Cristo de la Salud.
En 1793 se fundó otra escuela en la capilla de San Antonio de los Portugueses del compás de la Casa Grande de San Francisco. En 1794 se trasladó al compás del Convento del Espíritu Santo, de los menores. Residió en este mientras se construía su oratorio en unas casas anejas compradas en 1796. El oratorio fue realizado por el maestro alarife Fernando de Rosales, y se inauguró en 1798. En el año 1800 entró como miembro José María Blanco White, cuando era sacerdote católico. El oratorio sigue junto a esa iglesia, que desde el siglo XIX es la parroquia de Santa Cruz.
En 1798 se creó una tercera escuela, en el Colegio de San Hermenegildo. Posteriormente se trasladó al Convento de Santa Isabel y acabó extinguida.
En el siglo XX solo existía con lánguida vida la de la Natividad. En 1925 la institución fue reavivada con el apoyo de Francisco Sánchez Castañer, catedrático de Filología Románica de la Facultad de Filología y Letras de la Universidad de Sevilla, que había estudiado la figura del beato Juan de Palafox y Mendoza, cofundador de la institución en Madrid en el siglo XVII.
Desde 2014, por la colaboración del músico sevillano Jesús Sampedro, el oratorio cuenta con un órgano realizado por el organero francés Aristide Cavaillé-Coll entre 1894 y 1898, y reformado en 1905 por el organero francés Charles Mutin.

## Patrimonio

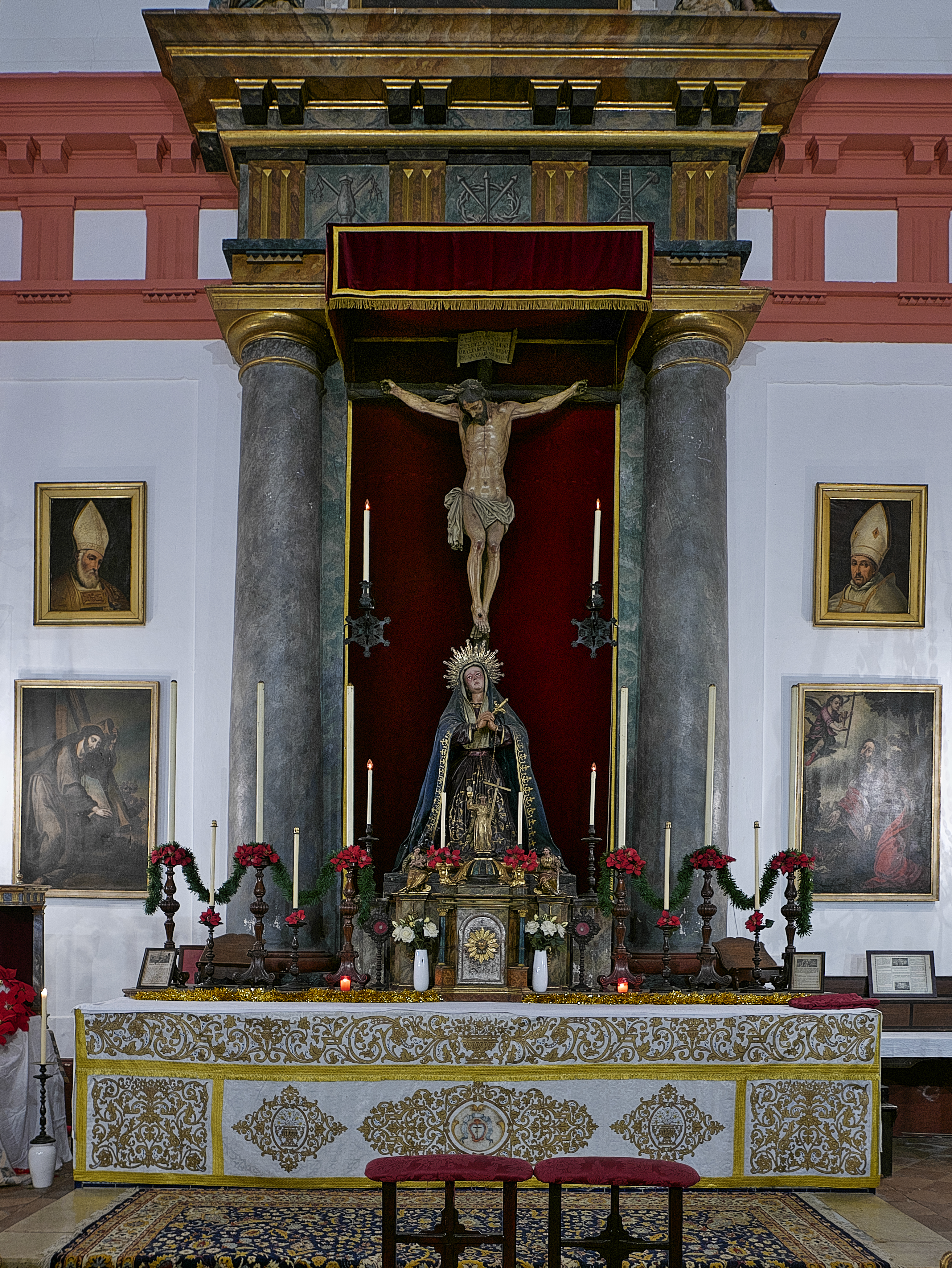
Retablo mayor de la capilla

Entre las piezas artísticas de la capilla podemos destacar el calvario que ocupa el retablo mayor. El crucificado fue tallado por Juan de Astorga en 1820. Fue realizado para sustituir a la imagen que hoy venera la Hermandad del Calvario, cedida hasta ese año por la Parroquia de San Ildefonso. La Virgen dolorosa arrodillada, que recibe el nombre de Mater Misericordia es obra documentada de Cristóbal Ramos realizada en 1798.